# Alain Prost
Alain Marie Pascal Prost OBE, född 24 februari 1955 i Lorette i departementet Loire, är en fransk före detta racerförare.
Alain Prost var framgångsrik inom formel 1 och blev världsmästare fyra gånger, 1985, 1986, 1989 och 1993. Han blev för sina insatser invald i International Motorsports Hall of Fame 1999.
1997 startade Alain Prost ett eget stall, Prost Grand Prix. Det gick dock i konkurs tidigt 2002.
Prost gick under karriären ofta under smeknamnet ”Professorn” på grund av sin analytiska förmåga och taktiska förmåga att genomföra tävlingar på ett smart sätt för att inte riskera någonting i onödan. Han är far till racerföraren Nicolas Prost.

## Racingkarriär

### McLaren 1980
Prost inledde sin karriär i McLaren året innan Ron Dennis köpte stallet. De var helt under isen och det var inte lätt för en nykomling att gå in och övertyga. Därför var det inte förvånande att han valde att gå till Renault inför 1981 när han fick den möjligheten.

### Renault 1981-1983
Prosts första säsong i Renault blev en succé. Hade det inte varit för bristande tillförlitlighet hade han blivit mästare. Nu slutade han bara femma, men han vann dock tre deltävlingar. 1982 började mycket bra genom två segrar, men sen kom tillförlitlighetsproblemen. Om han hade vunnit i Österrike, där han fick tekniska problem några varv före mål, hade han vunnit förar-VM. Oturen fortsatte 1983. Nu var visserligen Renaultbilen hyfsat pålitlig, men den var inte längre snabbast, vilket Ferrari var. Prost hade dock tack vare Ferrariförarna René Arnoux' och Patrick Tambays misslyckanden chansen i sista loppet, men Prosts turbo gick sönder, varför Nelson Piquet istället smög sig upp och tog mästartiteln.
Otroligt nog skyllde Renaults ledning på Prost och sparkade sin stjärna. Han ersattes av Tambay medan Prost istället gick till McLaren.

### McLaren 1984-1989
Prosts första säsong i McLaren 1984 blev lyckad. Med de nya motorerna från Porsche tangerade Prost Jim Clarks rekord på sju vinster under en säsong. Det räckte dock inte till mästartiteln. Istället vann stallkamraten Niki Lauda mästerskapet med en halv poäng tillgodo. Det var den första sedan James Hunt vann 1976. 
Säsongen 1985 blev betydligt bättre för Prost, som kunde vinna mästartiteln efter en hård fajt med Michele Alboreto i Ferrari. Alboreto inledde bättre än Prost, men han tappade efter hand och till slut kunde Prost vinna mästerskapet med 20 poängs marginal. Prost blev Frankrikes förste formel 1-världsmästare, efter att ha kommit tvåa två gånger, så det var synnerligen efterlängtat.
Säsongen 1986 grundlade Prost sitt rykte som poängmaskin. Williams-Honda var överlägsna i konstruktörs-VM och vann det, medan Prost smög med i bakgrunden när Williams-förarna Nigel Mansell och Nelson Piquet tog poäng av varandra. I säsongsfinalen i Australien slog Prost till efter att Mansell fått punktering. McLaren var oroliga om bränslet skulle räcka, men det gjorde det, och Prost kunde vinna sitt andra raka mästerskap. 
Säsongen 1987 blev svår för Prost, som tvingades konstatera att han inte hade någon chans att ta mästartiteln. Mansell och Piquet kunde relativt enkelt dra ifrån med sina Honda-motorer. Prost slog dock Jackie Stewarts totala segerrekord genom att vinna sitt 28:e lopp. 
Säsongen 1988 hade McLarens stallchef Ron Dennis ändrat på förutsättningarna. Han fick motorer från Honda genom att värva den supersnabbe Hondafavoriten Ayrton Senna från Lotus. Senna visade sig vara snabbare än Prost, som dock körde intelligent och tog fler poäng än Senna. Honda Marlboro McLaren var en oslagbar kombination och den vann 15 av de 16 loppen. Prost tog 105 poäng och Senna 94. Eftersom enbart de elva bästa resultaten räknades in i mästerskapet vann oturligt för Prost istället Senna med 90 poäng mot 87.
Säsongen 1989 vände dock Prosts tur. Han vann fyra lopp den här gången medan Senna var ojämn. När man kom till den näst sista tävlingen på Suzuka i Japan ledde Prost VM-tabellen före Senna. Prost svängde under racet in i Senna, som försökte köra om på insidan, vilket ledde till en väldigt omdiskuterad krasch. Prost fick bryta men Senna kunde efter en stund fortsätta och vinna racet. Senna blev dock diskvalificerad på tvivelaktiga grunder. Efter kraschen körde Senna slalom mellan hinder som satts upp på en asfalterad passage utanför banan istället för att vända tillbaka och köra genom den chikan han var på väg in i när olyckan inträffade. Trots att bilen blev skadad och han måste åka in i depå för att byta frontvinge och nosparti lyckades han köra upp sig till första plats och vinna. Under tiden hade Prost tagit kontakt med tävlingsledningen och protestera mot ”genvägen”. Det bedömdes att Senna hade genat. Han blev diskvalificerad och därmed blev Prost världsmästare. Vid andra liknande situationer under säsongen hade man inte bestraffat förare som oavsiktligt hade kört utanför banan när de inte tjänade på att göra det, men i det här fallet straffades Senna hårt och fick även sin förarlicens indragen under en tid. I slutet av säsongen bestämde sig Prost för att lämna McLaren därför att han kände sig felbehandlad och att stallet favoriserade Senna.

### Ferrari 1990-1991

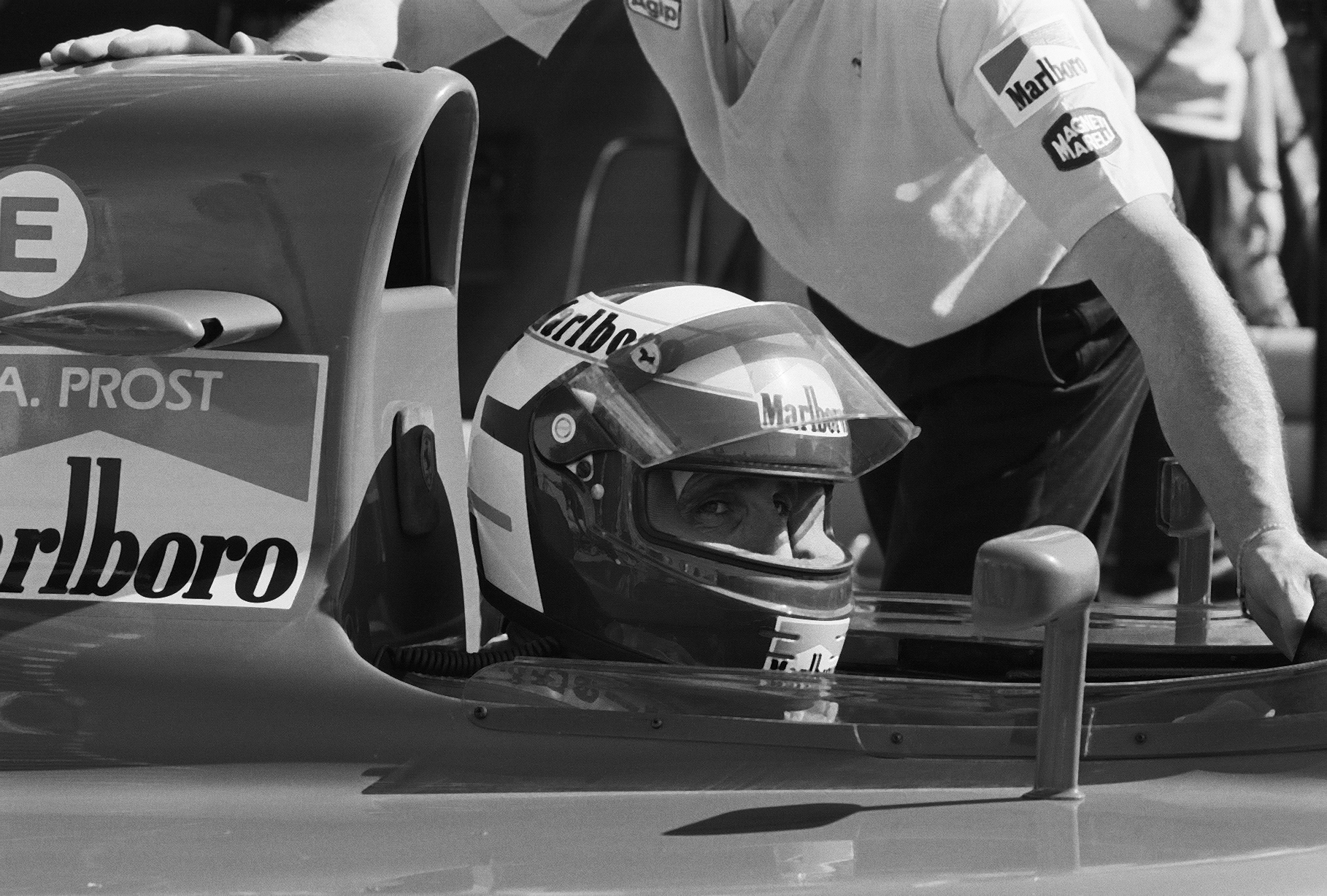
Alain Prost i Ferrari i.

Prost valde att skriva på för Ferrari inför 1990. Hans kommentar var att det är alla racerförares dröm att köra för "Den stegrande hästen". Prost fick Nigel Mansell som stallkamrat. Det blev en explosiv mix med två ömtåliga förare som båda behövde känna tillit och stöd. 
Prost tog med sig sitt folk från McLaren därför att han inte ville arbeta med det före detta Williams-folket, bland andra stallchefen Peter Windsor och chefsdesignern Enrique Scalabroni. 
Prost såg till att Scalabroni avskedades och att man istället satsade på Steve Nicholls från McLaren. Stallchefen Cesare Fiorio hade fått ett riktigt tufft jobb att få stallet att enas. 
Ferraribilen 1990 var riktigt snabb och Prost vann fem lopp. I slutet av säsongen återupprepade sig historien och Prost blev avknuffad av Ayrton Senna i Japan.
Den här gången vann dock Senna mästartiteln, mycket tack vare det regelvidriga tilltaget. 
Säsongen 1991 hade Prost skrämt iväg både Windsor och Mansell och var given försteförare med politisk makt i stallet. 
Det blev dock mer politik än teknik för Ferrari, bland annat en kontraktstvist med Williams och Tyrrell om Jean Alesi och när han väl kom hade mycket energi gått åt till fel saker. Det slutade med att Prost hamnade i storgräl med sina chefer och lämnade stallet efter noll vinster under säsongen. Han kallade även bilen för "lastbil". Det blev inte populärt att som förare gå ut offentligt och kritisera bilen.

### Williams 1993
Prost tog ett sabbatsår 1992, trots att Ligier var ivriga att värva honom. Men Ligier hade inte tagit en enda poäng under 1991 och därför tackade Prost vänligt men bestämt nej, och vilade upp sig. Därför var han väldigt motiverad när han återvände till cockpiten för att köra för Williams. Williams-bilen var liksom den varit året innan helt överlägsen de andra, mycket tack vare den mycket sofistikerade datastyrda stötdämpningen.
Prost tog under året 7 segrar, varav en var hans 50:e och säkrade därmed sin 4:e och sista VM titel. 
Han säkrade förarmästerskapet i Portugal genom en av flera andraplatser i säsongens slutskede. I den sista deltävlingen slöt han fred med Senna. Det var också Prosts sista lopp. Under 1994 ryktades det om en comeback för McLaren, men det blev aldrig av, inte heller ryktet om en comeback i Ferrari. Senaste gången han körde en formel 1-bil var när han testade en bil från sitt eget stall Prost Grand Prix i Barcelona 1998.

## F1-karriär
| Säsong                 | Stall/Tillverkare      | Placering              | Lopp | Poäng | Etta | Tvåa | Trea | Pole | Varv |
| ---------------------- | ---------------------- | ---------------------- | ---- | ----- | ---- | ---- | ---- | ---- | ---- |
| 1980                   | McLaren-Ford           | 16                     | 13   | 5     |      |      |      |      |      |
| 1981                   | Renault                | 5                      | 15   | 43    | 3    | 2    | 1    | 2    | 1    |
| 1982                   | Renault                | 4                      | 16   | 34    | 2    | 2    |      | 5    | 4    |
| 1983                   | Renault                | 2                      | 15   | 57    | 4    | 2    | 1    | 3    | 3    |
| 1984                   | McLaren-TAG            | 2                      | 16   | 71,5  | 7    | 1    | 1    | 3    | 3    |
| 1985                   | McLaren-TAG            | 1                      | 16   | 73    | 5    | 2    | 4    | 2    | 5    |
| 1986                   | McLaren-TAG            | 1                      | 16   | 72    | 4    | 4    | 3    | 1    | 2    |
| 1987                   | McLaren-TAG            | 4                      | 16   | 46    | 3    | 1    | 3    |      | 2    |
| 1988                   | McLaren-Honda          | 2                      | 16   | 87    | 7    | 7    |      | 2    | 7    |
| 1989                   | McLaren-Honda          | 1                      | 16   | 76    | 4    | 6    | 1    | 2    | 5    |
| 1990                   | Ferrari                | 2                      | 16   | 71    | 5    | 2    | 2    |      | 2    |
| 1991                   | Ferrari                | 5                      | 15   | 34    |      | 3    | 2    |      | 1    |
| 1993                   | Williams-Renault       | 1                      | 16   | 99    | 7    | 3    | 2    | 13   | 6    |
| Sammanlagt 13 säsonger | Sammanlagt 13 säsonger | Sammanlagt 13 säsonger | 202  | 768,5 | 51   | 35   | 20   | 33   | 41   |

| 1. Frankrike 1981 2. Nederländerna 1981 3. Italien 1981 4. Sydafrika 1982 5. Brasilien 1982 6. Frankrike 1983 7. Belgien 1983 8. Storbritannien 1983 9. Österrike 1983 10. Brasilien 1984 11. San Marino 1984 12. Monaco 1984 13. Tyskland 1984 14. Nederländerna 1984 15. Europa 1984 16. Portugal 1984 17. Brasilien 1985 18. Monaco 1985 19. Storbritannien 1985 20. Österrike 1985 21. Italien 1985 22. San Marino 1986 23. Monaco 1986 24. Österrike 1986 25. Australien 1986 26. Brasilien 1987 27. Belgien 1987 28. Portugal 1987 29. Brasilien 1988 30. Monaco 1988 31. Mexiko 1988 32. Frankrike 1988 33. Portugal 1988 34. Spanien 1988 35. Australien 1988 36. USA 1989 37. Frankrike 1989 38. Storbritannien 1989 39. Italien 1989 40. Brasilien 1990 41. Mexiko 1990 42. Frankrike 1990 43. Storbritannien 1990 44. Spanien 1990 45. Sydafrika 1993 46. San Marino 1993 47. Spanien 1993 48. Kanada 1993 49. Frankrike 1993 50. Storbritannien 1993 51. Tyskland 1993 |

| 1. Tyskland 1981 2. Las Vegas 1981 3. Frankrike 1982 4. Schweiz 1982 5. San Marino 1983 6. Europa 1983 7. Sydafrika 1984 8. Tyskland 1985 9. Nederländerna 1985 10. Kanada 1986 11. Frankrike 1986 12. Portugal 1986 13. Mexiko 1986 14. Spanien 1987 15. San Marino 1988 16. Kanada 1988 17. USA 1988 18. Tyskland 1988 19. Ungern 1988 20. Belgien 1988 21. Japan 1988 22. Brasilien 1989 23. San Marino 1989 24. Monaco 1989 25. Tyskland 1989 26. Belgien 1989 27. Portugal 1989 28. Belgien 1990 29. Italien 1990 30. USA 1991 31. Frankrike 1991 32. Spanien 1991 33. Portugal 1993 34. Japan 1993 35. Australien 1993 |

| 1. Argentina 1981 2. Monaco 1983 3. Kanada 1984 4. Kanada 1985 5. Frankrike 1985 6. Belgien 1985 7. Sydafrika 1985 8. Spanien 1986 9. USA 1986 10. Storbritannien 1986 11. USA 1987 12. Frankrike 1987 13. Ungern 1987 14. Spanien 1989 15. Portugal 1990 16. Australien 1990 17. Storbritannien 1991 18. Italien 1991 19. Europa 1993 20. Belgien 1993 |

| 1. Tyskland 1981 2. Nederländerna 1981 3. Brasilien 1982 4. Belgien 1982 5. USA East 1982 6. Schweiz 1982 7. Las Vegas 1982 8. Frankrike 1983 9. Monaco 1983 10. Belgien 1983 11. Monaco 1984 12. Tyskland 1984 13. Nederländerna 1984 14. Österrike 1985 15. Belgien 1985 16. Monaco 1986 17. Frankrike 1988 18. Portugal 1988 19. Kanada 1989 20. Frankrike 1989 21. Sydafrika 1993 22. Brasilien 1993 23. Europa 1993 24. San Marino 1993 25. Spanien 1993 26. Monaco 1993 27. Kanada 1993 28. Storbritannien 1993 29. Tyskland 1993 30. Ungern 1993 31. Belgien 1993 32. Italien 1993 33. Japan 1993 |

| 1. Frankrike 1981 2. Sydafrika 1982 3. Brasilien 1982 4. USA East 1982 5. Schweiz 1982 6. Frankrike 1983 7. Storbritannien 1983 8. Österrike 1983 9. Brasilien 1984 10. Frankrike 1984 11. Tyskland 1984 12. Brasilien 1985 13. Storbritannien 1985 14. Österrike 1985 15. Nederländerna 1985 16. Belgien 1985 17. Monaco 1986 18. Belgien 1986 19. Belgien 1987 20. Japan 1987 21. San Marino 1988 22. Mexiko 1988 23. USA 1988 24. Frankrike 1988 25. Ungern 1988 26. Spanien 1988 27. Australien 1988 28. San Marino 1989 29. Monaco 1989 30. Belgien 1989 31. Italien 1989 32. Japan 1989 33. Mexiko 1990 34. Belgien 1990 35. Monaco 1991 36. Sydafrika 1993 37. San Marino 1993 38. Monaco 1993 39. Ungern 1993 40. Belgien 1993 41. Japan 1993 |

| 1. San Marino 1985 2. Italien 1986 |

## Utmärkelser
- Champion des champions de L'Équipe,  1993
- Södra korsets orden
- Formel 1-världsmästare
- Officer av Brittiska imperieorden
- Riddare av Hederslegionen

[Redigera Wikidata]